# Isopentan
Isopentan (systematický název 2-methylbutan, sumární vzorec C5H12) je rozvětvený alkan s pěti atomy uhlíku. Za běžných podmínek se jedná o bezbarvou, velmi těkavou (teplota varu 27,7 °C, tlak par při 20 °C je 79 kPa), extrémně hořlavou kapalinu. Používá se společně s kapalným dusíkem pro vytvoření kapalné lázně o teplotě −160 °C.

## Názvosloví
Název „isopentan“ byl doporučen Mezinárodní unií pro čistou a užitou chemii v Doporučení pro názvosloví organické chemie 1993.

## Izomery
Isopentan je jedním ze tří strukturních izomerů s molekulovým vzorcem C5H12, zbývající dva se označují jako pentan (n-pentan) a neopentan (dimethylpropan).